# Tokyo Skytree
La Tokyo Skytree (東京スカイツリー, Tōkyō Sukaitsurī) est une tour de radiodiffusion du Japon, située dans l'arrondissement Sumida de Tokyo. Haute de 634 mètres, elle devient, le jour de son inauguration en 2012, la deuxième plus haute structure autoportante du monde après Burj Khalifa.

## Structure

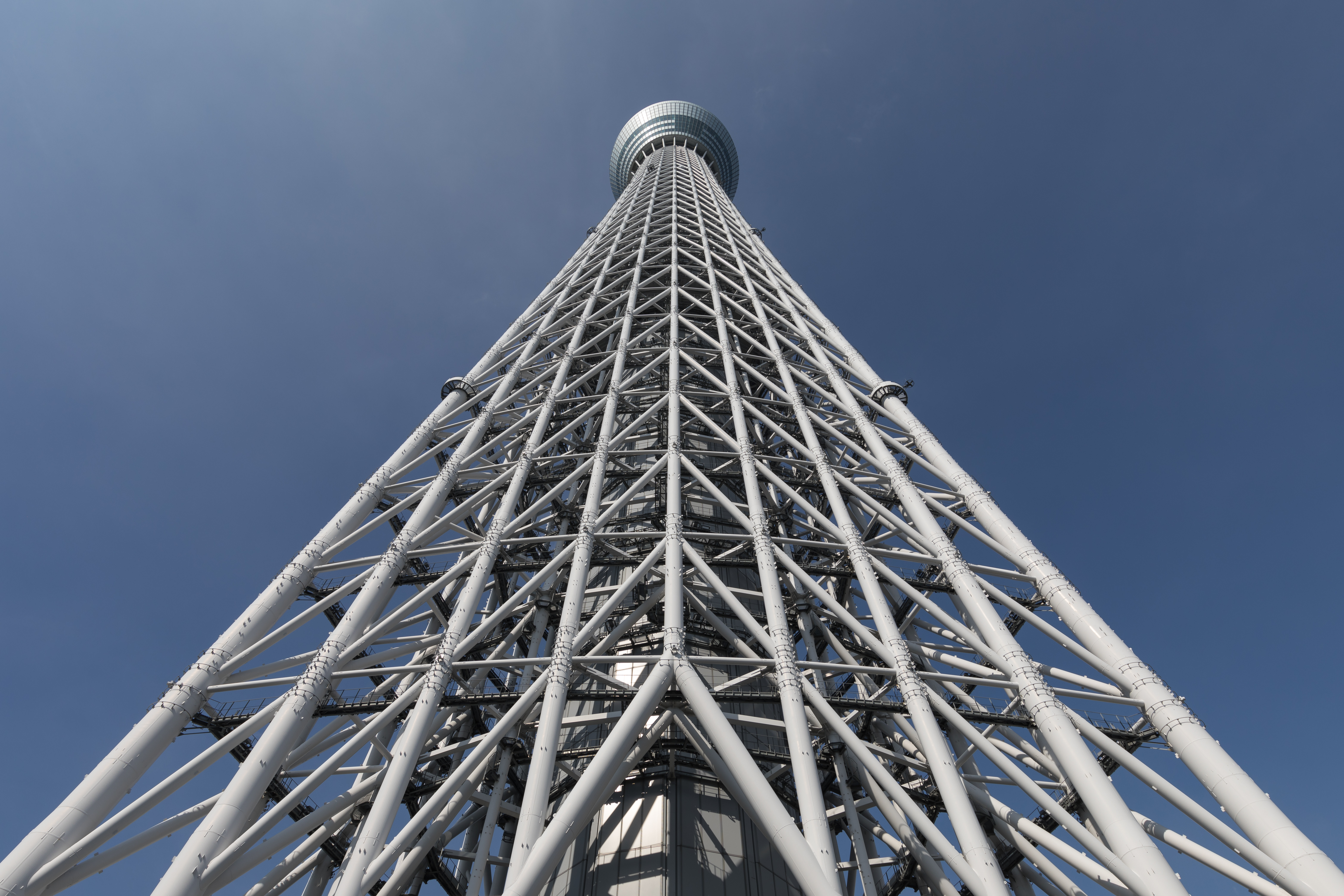
Vue en contre-plongée de la Tokyo Skytree, avec impression de symétrie verticale, lors d'une journée ensoleillée à 8 h du matin en 2019.

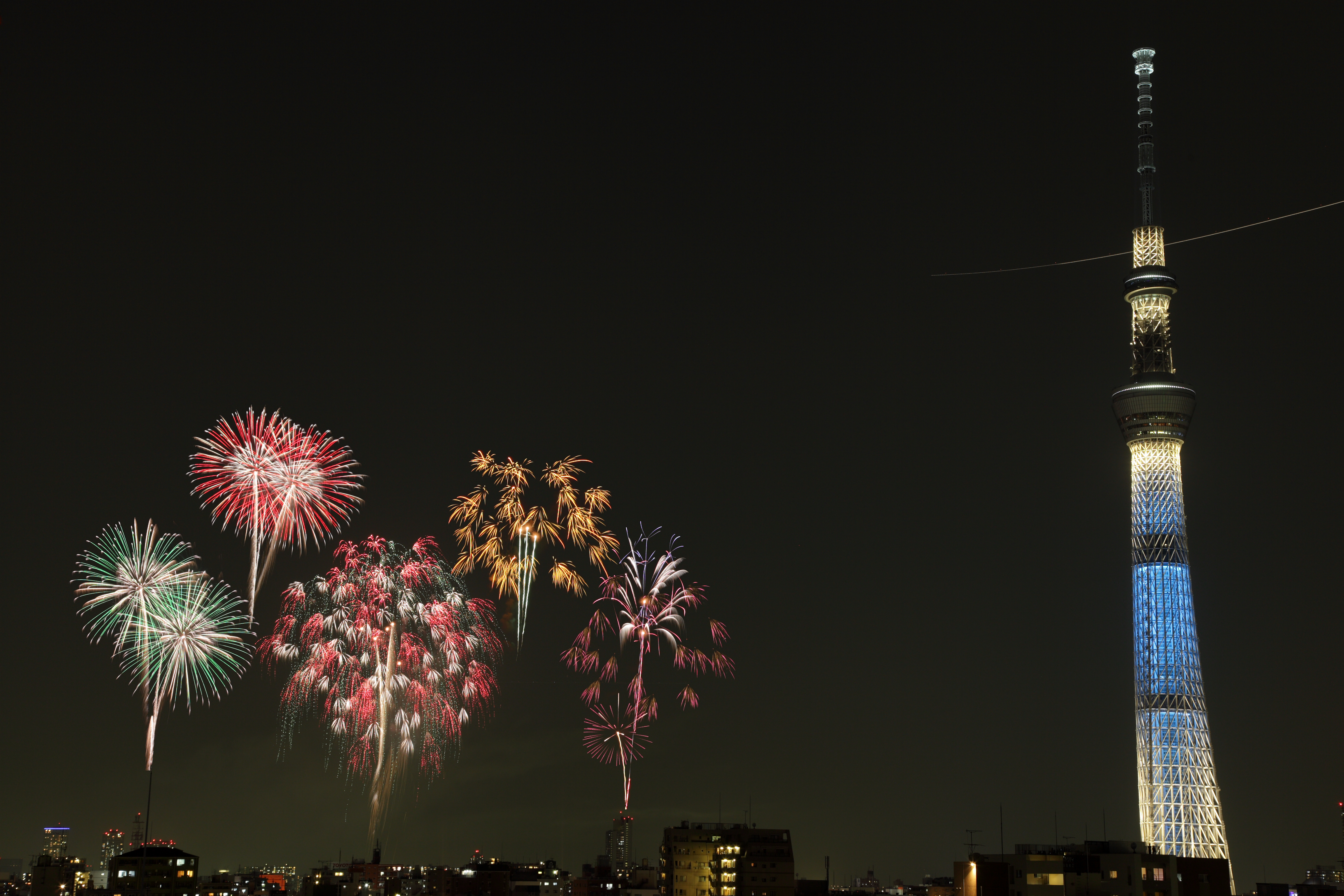
Sumidagawa Hanabi Taikai.

Initialement prévue pour mesurer 610 mètres, la Tokyo Skytree culmine finalement à 634 mètres, soit près du double de la Tour de Tokyo. L'association des trois chiffres 6, 3 et 4 peut être restituée à l'aide de trois syllabes formant l'ancien nom de la province dans laquelle se dresse la tour : Musashi. Il s'agit d'un jeu de mots à base de chiffres (goroawase) : « six » peut se prononcer mu en japonais, « trois » sa et « quatre » shi, pour former « Mu-sa-shi »,. La tour possède trois pieds pour une stabilité maximale et une meilleure résistance aux séismes. Sa forme à partir de la mi-hauteur est cylindrique pour une meilleure résistance aux vents. Deux plates-formes d'observation à 350 et 450 mètres offrent un large panorama sur la ville,.

### Couleurs
L'extérieur du treillis est peint dans une couleur officiellement nommée « Skytree White (« Blanc Skytree ») ». Il s'agit d'une couleur traditionnelle japonaise (en) blanc bleuté appelée aijiro (藍白).

### Illuminations
La tour peut s'illuminer dans une grande variété de couleurs. Trois motifs de couleurs alternent quotidiennement : Iki (« chic »), Miyabi (« élégance ») et Nobori (« vivacité »). Il existe même un programme de la couleur des lumières sur le site officiel. Ces lumières sont possibles grâce aux LED, diminuant ainsi la consommation d'électricité par rapport à des projecteurs traditionnels.

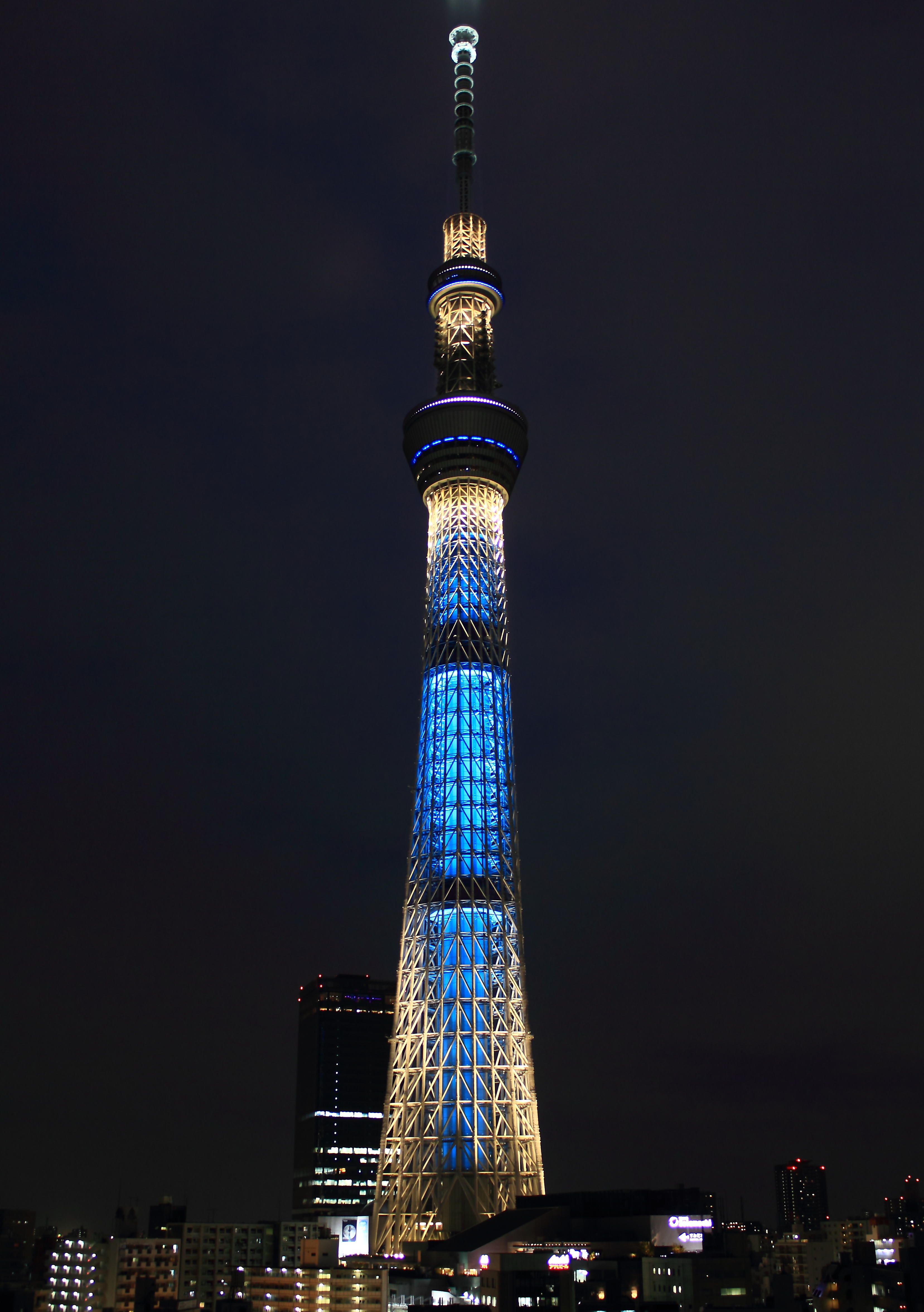
Style Iki
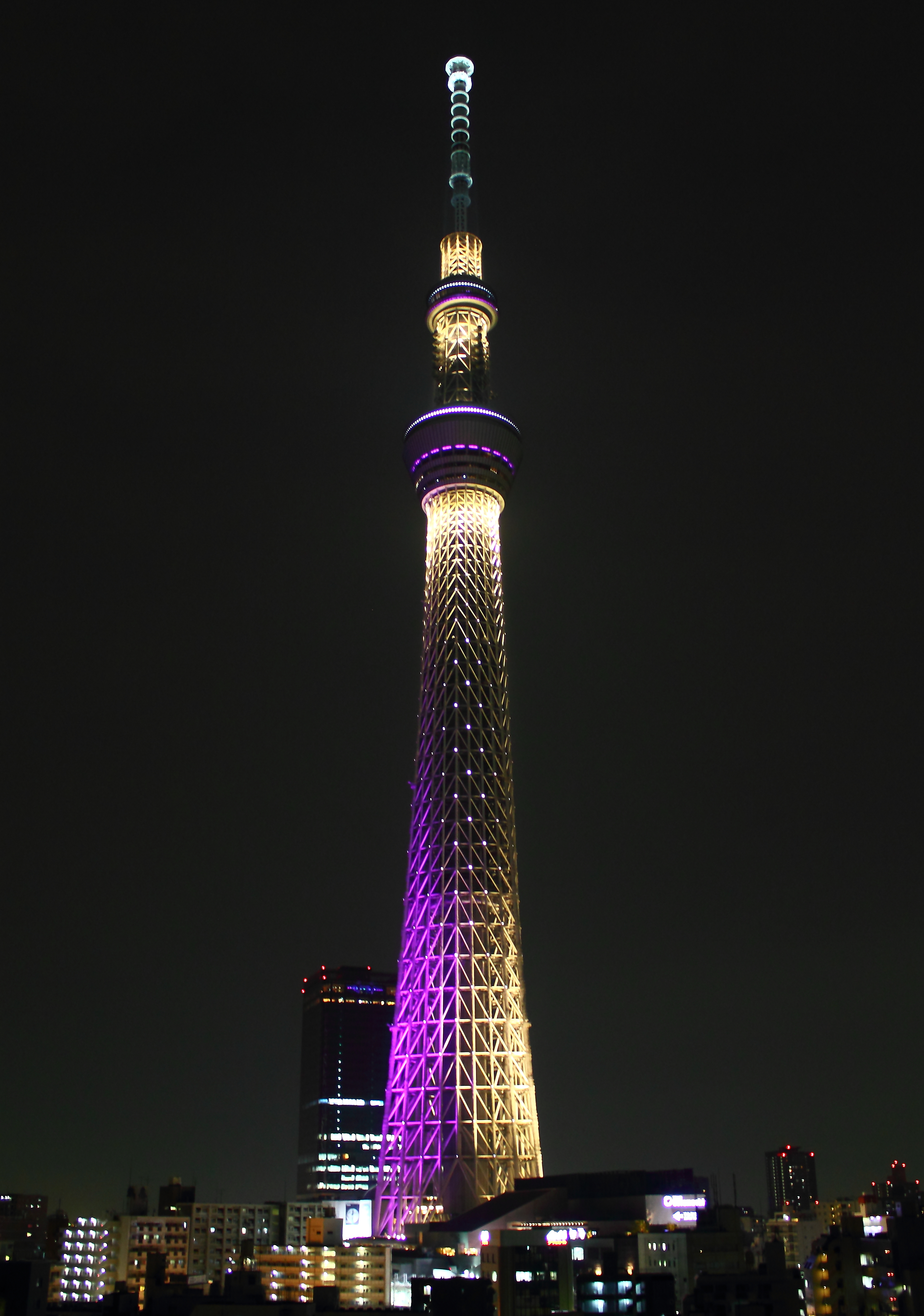
Style Miyabi
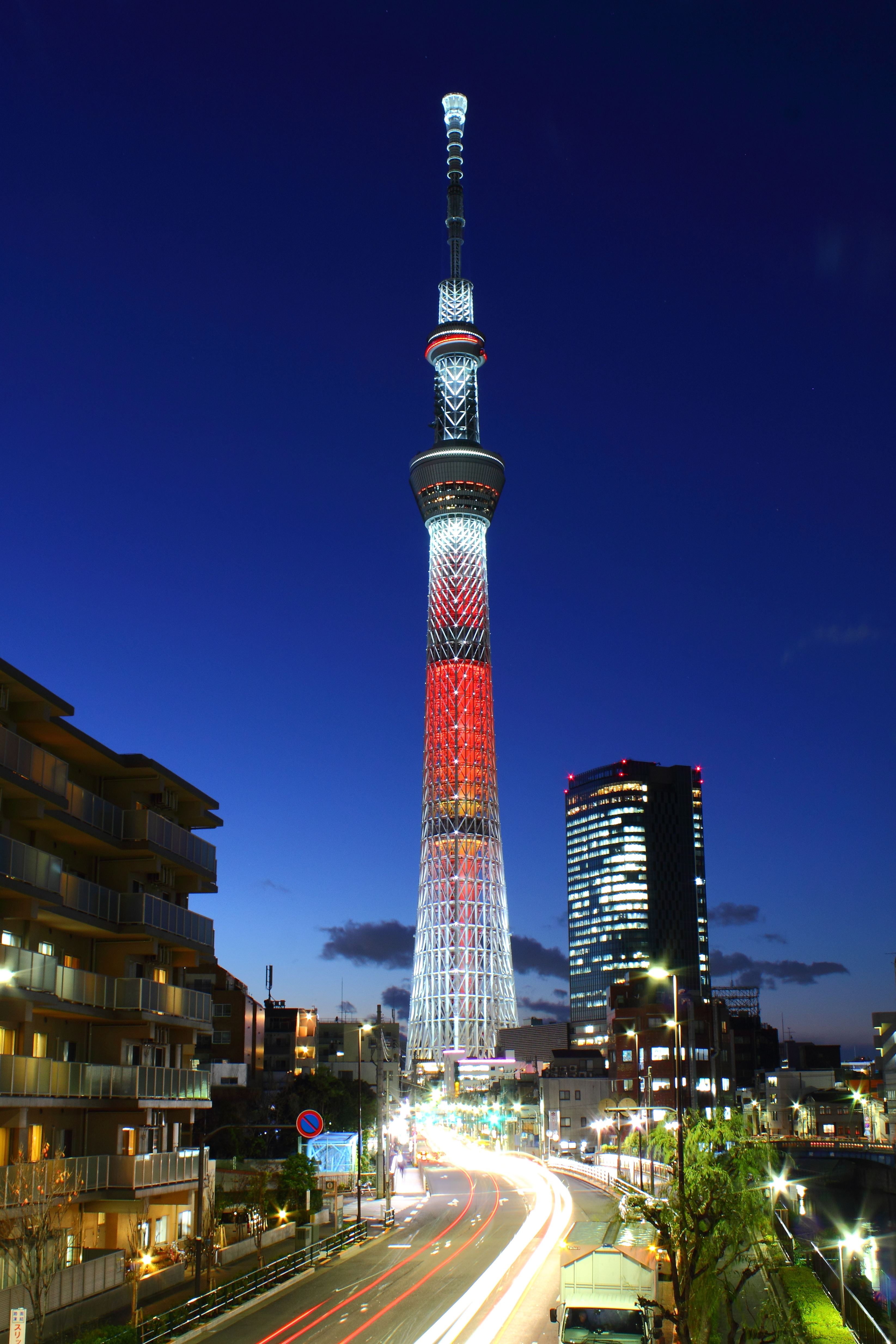
Style Nobori

## Financement et fonctionnement
Le coût de sa construction est estimé à 65 milliards de yens (plus de 550 millions d'euros, auquel s'ajoute près d'un milliard d'euros consacré au développement commercial et immobilier du quartier), financé par Tōbu, le groupe audiovisuel public NHK et six chaînes de télévision privées,. Elle permet de diffuser des émissions télé et radio en numérique sur une surface plus grande que la Tour de Tokyo, dont les émissions sont gênées par les très hauts immeubles qui ont été construits à proximité depuis 1958.
Tōbu prévoit environ 5,4 millions de visiteurs de la tour la première année, puis 25 millions chaque année suivante. La première année, elle accueille 6,9 millions de visiteurs. Malgré ce bon lancement, la tour n'accueillera, en moyenne, « que » 4,4 millions de visiteurs par an, loin des 25 millions par an espérés.
La structure réalisée est le point culminant d'un futur développement commercial massif autour de la station d'Oshiage.
La Sky Tree est au cœur du complexe commercial Tokyo Skytree Town qui comprend le centre commercial Tokyo Solamachi, un planétarium, l'aquarium de Sumida, des restaurants et des boutiques, soit quelque 300 magasins répartis sur une surface de 230 000 m2,.

## Dénomination
Du 26 octobre au 25 novembre 2007, les suggestions des Tokyoïtes sont rassemblées afin de donner un nom à la tour, alors simplement intitulée « Nouvelle tour de Tokyo » (新東京タワー, Shin Tokyo tawā). Le 19 mars 2008, les six noms finaux possibles votés par les résidents de Tokyo sont choisis :
- Tokyo Edo Tower (東京EDOタワー, Tokyo Edo Tawā?) ;
- Tokyo Skytree (東京スカイツリー, Tokyo Sukaitsurī?) ;
- Mirai Tower (みらいタワー, Mirai Tawā?) ;
- Yumemi Yagura (ゆめみやぐら?) ;
- Rising East Tower (ライジングイーストタワー, Raijingu Īsuto Tawā?) ;
- Rising Tower (ライジングタワー, Raijingu Tawā?).

Le choix final est soumis au vote national des citoyens du 1er avril 2008 au 30 mai 2008. 110 419 personnes ont voté et environ 30 % d'entre elles ont sélectionné la Tokyo Skytree, la deuxième place, est la Tokyo Edo Tower, avec 28 % des suffrages exprimés. Le nom est officiellement annoncé le 10 juin 2008.

## Évolution du projet
En décembre 2003, six chaînes de l'audiovisuel japonais s'associent autour d'un projet de construction d'une tour de radiodiffusion. En février 2005, la société Tōbu rejoint le projet sur demande des autorités municipales de l'arrondissement Sumida. Le chantier de construction de la tour, géré par la société Tobu Tower Skytree, débute le 14 juillet 2008 sur le site d'Oshiage. Les travaux se terminent en décembre 2011. L'inauguration de l'ouvrage architectural et son ouverture au public ont lieu le 22 mai 2012,.

Évolution du chantier
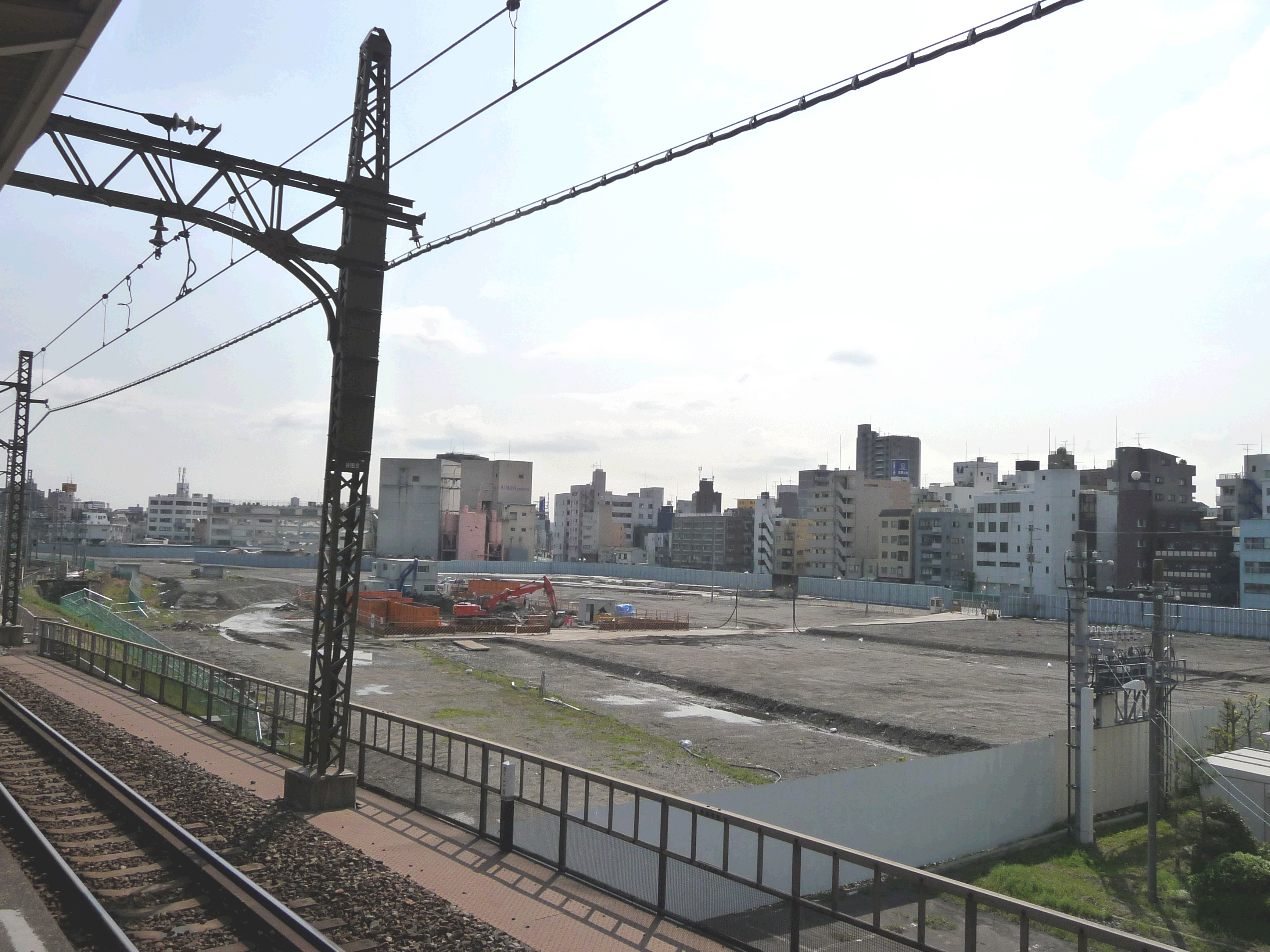
Juillet 2008 : lancement du chantier.
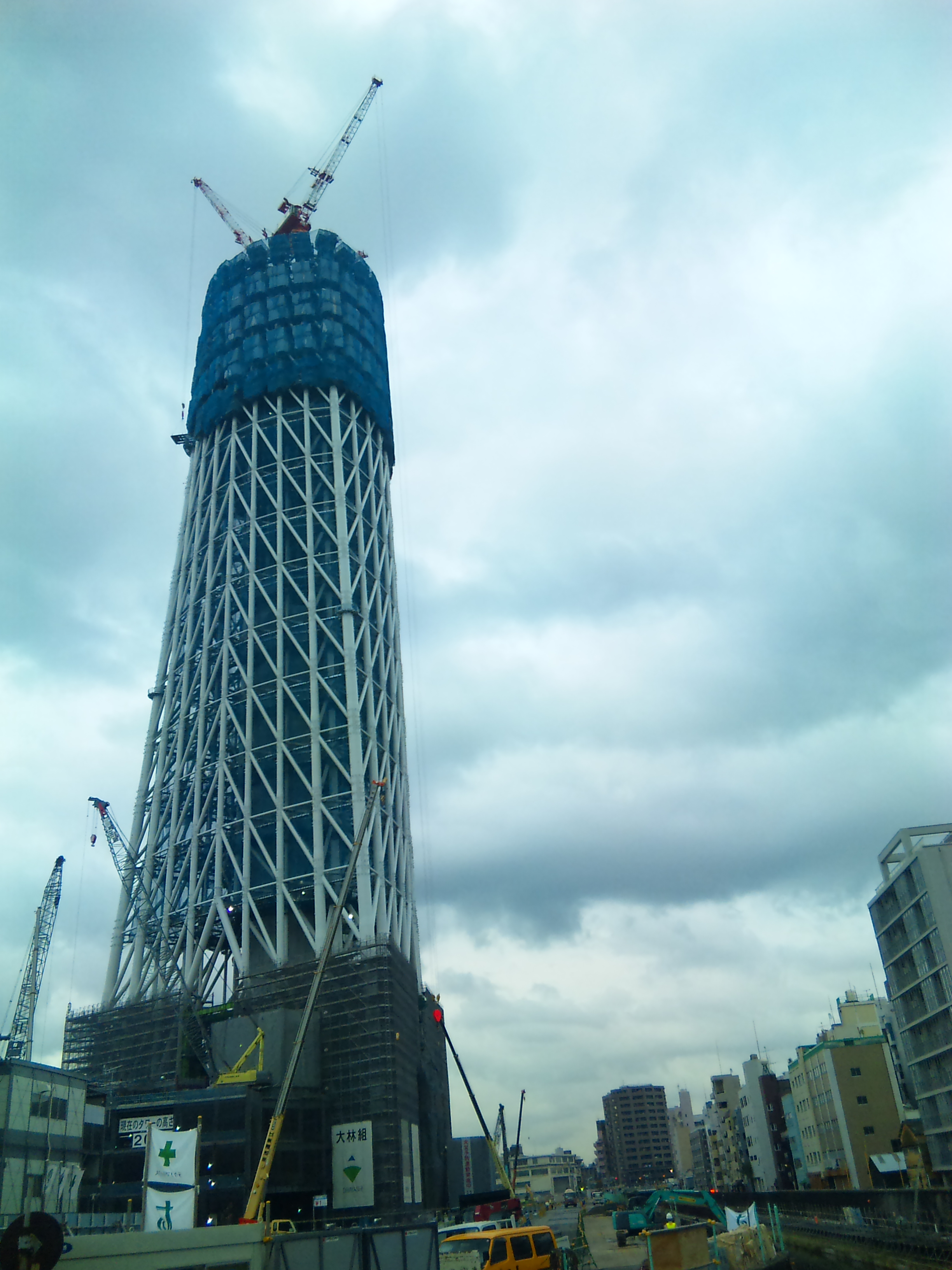
Novembre 2009.
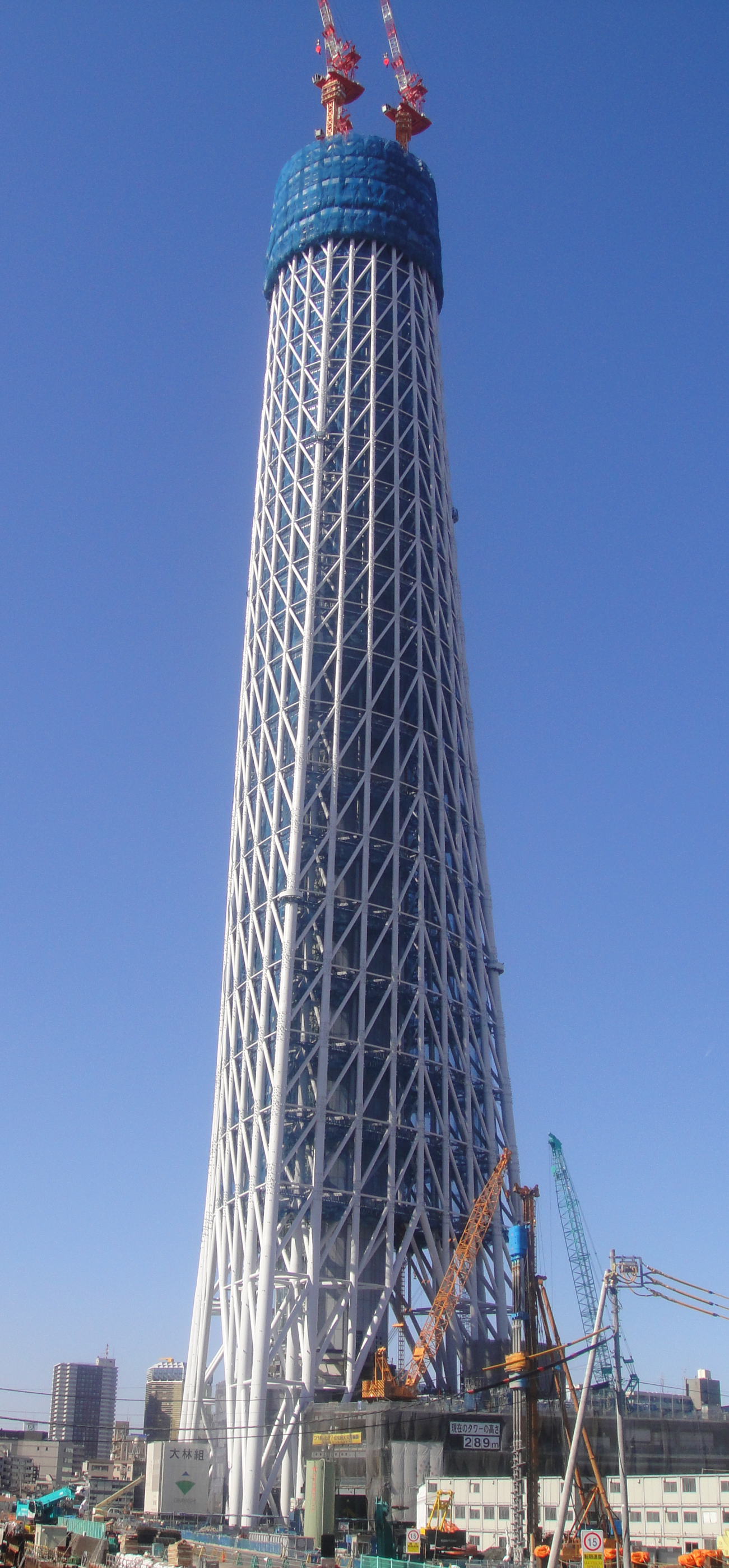
Février 2010.
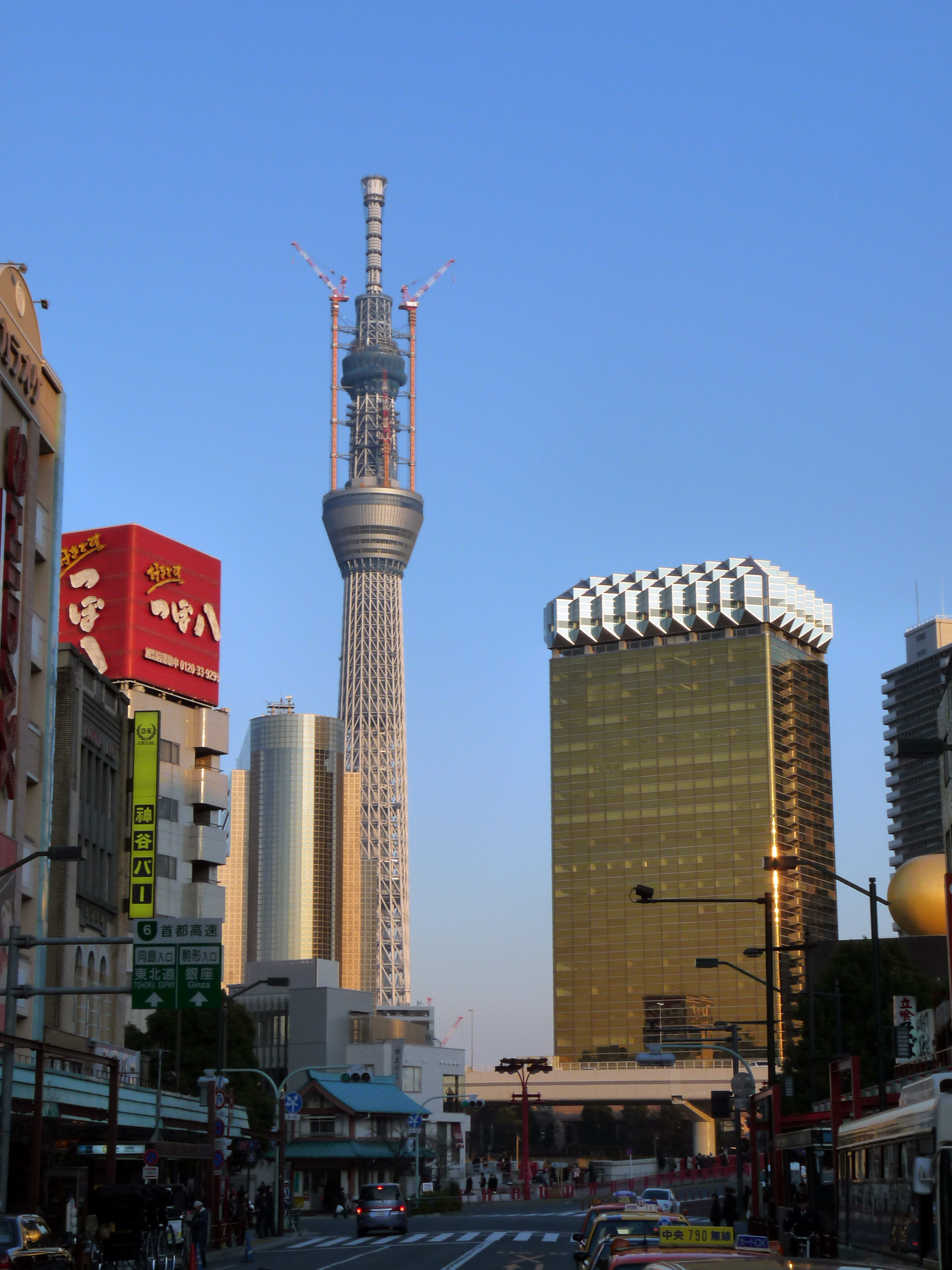
Février 2011.
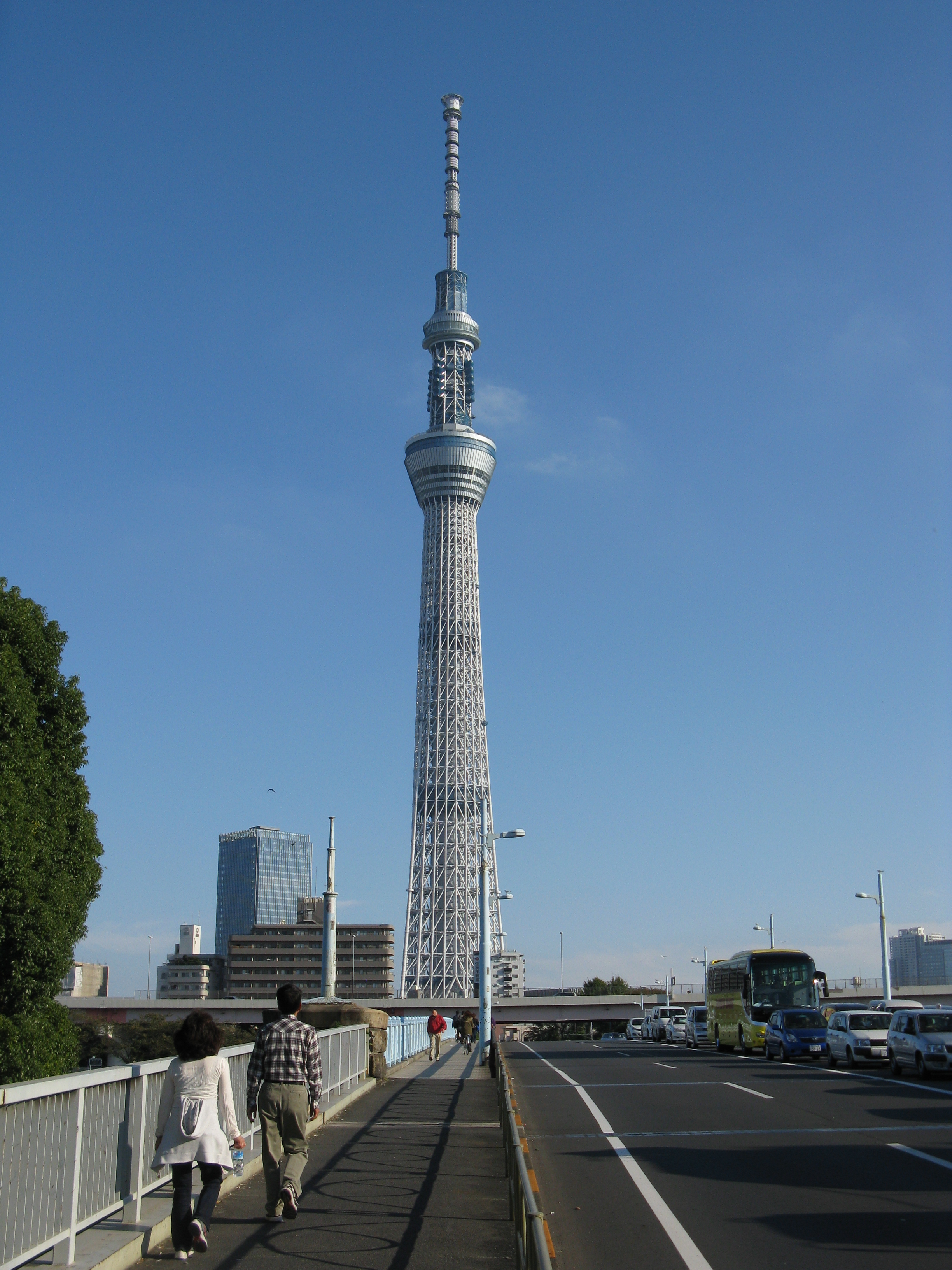
Octobre 2011.

## Accès
Plusieurs lignes de trains et métros déservent les gares de Tokyo Skytree ou Oshiage (lignes Tobu Skytree, Hanzōmon, Keisei, Toei Asakusa),
ainsi que des lignes de bus (Skytree Shuttle, Sumida City Loop Bus, Toei Bus).
Deux parkings à vélo sont à disposition
ainsi que deux parkings à voiture.